# چندجمله‌ای کمینه (جبرخطی)
در جبر خطی، چندجمله‌ای کمینه یا مینیمال (به انگلیسی: minimal polynomial) یک ماتریس {\displaystyle A\in {\mathcal {M}}_{n\times n}(\mathbb {F} )}، چندجمله‌ای تکین {\displaystyle P(x)\in \mathbb {F} [x]} با حداقل درجه است به طوری که {\displaystyle P(A)=0}. هر چندجمله‌ای دیگر {\displaystyle Q} با خاصیت {\displaystyle Q(A)=0} مضربی از این چندجمله‌ای است. عموماً چندجمله‌ای مینیمال یک ماتریس {\displaystyle A} را با {\displaystyle \mu _{A}} نشان می‌دهند.

## تعریف
فرض کنید {\displaystyle T} یک خودریختی از فضای برداری متناهی بعد {\displaystyle V} روی میدان {\displaystyle \mathbb {F} } باشد. تعریف می‌کنیم:
{\textstyle {\mathit {I}}_{T}=\{p\in \mathbb {F} [t]\mid p(T)=0\}}
که در آن {\displaystyle \mathbb {F} [t]} فضای همه چندجمله‌ای روی میدان {\displaystyle \mathbb {F} } است. {\displaystyle I_{T}} ایده‌آلی از {\displaystyle \mathbb {F} [t]} است. از آنجای که {\displaystyle \mathbb {F} } یک میدان است پس {\displaystyle \mathbb {F} [t]} یک دامنه ایده‌آل اصلی است، بنابراین هر ایده‌آلش توسط یک چند‌جمله‌ای تکین تولید می‌شود که تا حد یکه‌های{\displaystyle \mathbb {F} } منحصر به فرد است. باتوجه به این که دقیقا یکی از مولدها تکین هستند، یک انتخاب یکتا از بین مولدها می‌تواند انجام شود. بنابراین، چند‌جمله‌ای با حداقل درجه به عنوان چندجمله‌ای تکینی تعریف می‌شود که {\displaystyle I_{T}} را تولید می کند.

## توضیحات
سه عبارت زیر معادل هستند:
1. {\displaystyle \lambda } یک ریشه {\displaystyle \mu _{A}} است،
2. {\displaystyle \lambda } یک ریشه از چند جمله‌ای مشخصه {\displaystyle \chi _{A}} از {\displaystyle A} است،
3. {\displaystyle \lambda } یک مقدار ویژه از ماتریس {\displaystyle A}است.

تکرر یک ریشه {\displaystyle \lambda } از {\displaystyle \mu _{A}} بزرگترین توان {\displaystyle m} است به طوری که {\displaystyle \ker((A-\lambda I_{n})^{m})} اکیداً شامل {\displaystyle \ker((A-\lambda I_{n})^{m-1})} باشد. به عبارت دیگر، افزایش توان تا {\displaystyle m} هسته‌های بزرگ‌تری را ایجاد کند، اما افزایش بیشتر توان به بیش از {\displaystyle m} همان هسته قبلی را ایجاد می‌کند.
اگر میدان F از نظر جبری بسته نباشد، چندجمله‌ای‌های کمینه و مشخصه لزومی به تجزیه به ریشه‌هایشان ندارند، به عبارت دیگر ممکن است ضرایب چند‌جمله‌ای تجزیه‌ناپذیر با درجه بزرگ‌تر از 1 باشند. بطوری که برای چند جمله‌ای‌های تجزیه‌ناپذیر {\displaystyle P}، شرایط زیر معادلند:
1. {\displaystyle P} چندجمله‌ای {\displaystyle \mu _{A}} را عاد می‌کند،
2. {\displaystyle P} چندجمله‌ای {\displaystyle \chi _{A}} را عاد می‌کند،
3. هسته {\displaystyle P(A)} حداقل دارای بعد 1 می‌باشد.
4. هسته {\displaystyle P(A)} حداقل از بعد {\displaystyle \deg(P)} است.

همانند چند‌جمله‌ای مشخصه، چند‌جمله‌ای کمینه به میدان پایه بستگی ندارد. به عبارت دیگر، در نظر گرفتن یک ماتریس با ضرایبی در یک میدان بزرگتر، چند‌جمله‌ای کمینه را تغییر نمی‌دهد. دلیل آن تا حدودی با چند‌جمله‌ای مشخصه متفاوت است (طبق تعریف دترمینان این واضح است)، و بیشتر طبق این که چند‌جمله‌ای کمینه با روابط وابستگی خطی بین توان‌های {\displaystyle A} تعیین می‌شود: گسترش میدان هیچ گونه روابط جدیدی را معرفی نمی‌کند (و البته روابط موجود را نیز حذف نخواهد کرد).
چند‌جمله‌ای کمینه اغلب با چند‌جمله‌ای مشخصه یکسان است، اما نه همیشه. به عنوان مثال، اگر {\displaystyle A} یک مضرب {\displaystyle aI_{n}} از ماتریس همانی باشد، چند‌جمله‌ای کمینه آن {\displaystyle X-a} است زیرا هسته {\displaystyle aI_{n}-A=0} در کل فضا است. از طرف دیگر چند‌جمله‌ای مشخصه آن {\displaystyle (X-a)^{n}} است (تنها مقدار ویژه {\displaystyle a} است و درجه چند‌جمله‌ای مشخصه همیشه برابر با بعد فضا است). چند‌جمله‌ای کمینه همیشه چندجمله‌ای مشخصه را تقسیم می‌کند، که یکی از راه‌های فرمول‌بندی قضیه کیلی-همیلتون (برای ماتریس‌های روی یک میدان) است.